# Neckar-Alb-Bahn
Neckar-Alb-Bahn ist seit den 1990er Jahren die Bezeichnung für die Kursbuchstrecke 760 zwischen Stuttgart und Tübingen. Sie umfasst die Filstalbahn im Abschnitt Stuttgart Hbf–Plochingen und die Bahnstrecke Plochingen–Immendingen im Abschnitt Plochingen–Tübingen Hbf. Namensgebend ist der Neckar, dem die Verbindung zwischen Stuttgart-Bad Cannstatt und Neckartailfingen einerseits sowie zwischen Kirchentellinsfurt und Tübingen andererseits folgt, sowie die Schwäbische Alb, deren Vorland sie bei Metzingen/Reutlingen tangiert.